# Alison Hargreaves
Alison Jane Hargreaves (Derbyshire, 17 febbraio 1962 – K2, 13 agosto 1995) è stata un'alpinista britannica.

## Biografia
Tra i suoi traguardi c'è l'aver scalato da sola nel 1995 il monte Everest, senza l'ausilio di ossigeno supplementare o supporto da parte di un gruppo sherpa. Nel 1993 ha affrontato in solitaria tutte le classiche pareti nord delle Alpi in una sola stagione, un primato per qualsiasi alpinista. Questa impresa incluse l'aver scalato la difficile parete nord dell'Eiger nelle alpi bernesi. Nel 1988 Hargreaves ha anche scalato l'Ama Dablam di 6812 metri in Nepal. Nel 1995 Hargreaves era decisa a scalare senza aiuto le tre montagne più alte del mondo: il monte Everest, il K2 e il Kangchenjunga. Il 13 maggio del 1995 raggiunse la vetta dell'Everest senza l'aiuto di sherpa o bombole d'ossigeno. Rimase uccisa il 13 agosto durante la discesa dalla vetta del K2.

### La scalata del K2
Dopo un breve ritorno nel Regno Unito per visitare la sua famiglia, nel giugno del 1995 partì per unirsi ad un gruppo americano che aveva ottenuto i permessi per scalare il K2 (8612 metri), la seconda montagna più alta al mondo, situata in Pakistan, e ritenuta più difficile e pericolosa da scalare rispetto al monte Everest.
Il 13 agosto 1995 Hargreaves e ciò che restava del gruppo americano si unirono ad un gruppo della Nuova Zelanda e del Canada nel campo 4, a circa 7600 metri sopra il livello del mare, ad almeno 12 ore di distanza dalla vetta. Più tardi, quel giorno, essendosi unito ad un gruppo di alpinisti spagnolo situato più in alto rispetto al campo 4, il neozelandese Peter Hillary, figlio del pioniere del monte Everest Sir Edmund Hillary, decise di tornare indietro dopo aver notato che il clima, mite nei precedenti quattro giorni, sembrava a quel punto in procinto di cambiare. Alle 18:45, in condizioni miti, Hargreaves e lo spagnolo Javier Oliviar raggiunsero la vetta, seguiti dall'americano Rob Slater, gli spagnoli Javier Escartin e Lorenzo Ortíz, e il neozelandese Bruce Grant. Morirono tutti e sei in una violenta tempesta al ritorno dalla vetta. Il canadese Jeff Lakes, che aveva fatto poco prima dietro front, prima di raggiungere la vetta, riuscì a raggiungere uno dei campi più in basso, ma morì a causa degli effetti dell'esposizione a basse temperature.
Il giorno successivo, due alpinisti spagnoli, Pepe Garces e Lorenzo Ortas (non Lorenzo Ortíz, ucciso nella tempesta), che erano sopravvissuti alla tempesta nel campo 4, discesero la montagna soffrendo di congelamento e sfinimento. Prima di raggiungere il campo 3 trovarono un parka insanguinato, uno scarpone da montagna e una imbracatura. Riconobbero l'equipaggiamento come appartenente a Hargreaves. Dal campo 3 potevano inoltre vedere un corpo in lontananza. Non si avvicinarono al corpo, che non fu quindi identificato con certezza, ma c'erano pochi dubbi che appartenesse a Hargreaves, e conclusero che fu spazzata via dalla montagna durante la tempesta. Dopo l'incidente, il capitano Fawad Khan, l'ufficiale pakistano che era l'intermediario del gruppo con i servizi di soccorso, dichiarò di averla esortata a non procedere oltre il campo base perché sarebbe stato un suicidio, a causa del peggioramento delle condizioni atmosferiche.

## Vita privata
Hargreaves è cresciuta a Belper, dove ha frequentato il liceo.
Sposata con James Ballard, era incinta del suo primo figlio, Tom, quando scalò la parete nord dell'Eiger. Tom Ballard è stato il primo a scalare da solo tutte le sei classiche pareti nord delle Alpi in un solo inverno nell'anno 2014-15.
È morto nel febbraio 2019 insieme a Daniele Nardi, nel tentativo di scalare lo sperone Mummery nel Nanga Parbat in stagione invernale.